# 22 décembre 1924
Le lundi 22 décembre 1924 est le 357e jour de l'année 1924.

## Naissances
- Dan Devine (mort le 9 mai 2002), joueur et entraîneur de football américain
- Kanaklata Barua (morte le 20 septembre 1942), combattante pour l'indépendance de l'Inde
- Lucien Rebuffic (mort le 4 janvier 1997), joueur de basket-ball français
- Marcel Claverie (mort le 7 mars 2005), journaliste français
- Nosrat Karimi, acteur, réalisateur, maquilleur, professeur d’université, scénariste et sculpteur iranien
- Peter Green, historien britannique
- Robert Levillain (mort le 28 avril 1994), médecin français
- Roger Caratini (mort le 27 mai 2009), philosophe, écrivain et encyclopédiste français

## Décès
- Edmond Weill (né le 3 février 1858), professeur de médecine français
- Karl Denke (né le 12 août 1860), tueur en série allemand

## Événements
- Sortie du film américain Le Tango tragique